# Endogeen (aardwetenschappen)
Endogeen is een term binnen de aardwetenschappen die betrekking heeft op krachten die vanuit de Aarde komen. De sfeer die dit behelst, wordt lithosfeer genoemd. Endogeen is het tegenovergestelde van exogeen (krachten van buitenaf), processen die zich in de atmos- of biosfeer voordoen.
Endogene krachten worden met name gedreven door temperatuur en druk. Ook vloeistoffen spelen een rol, zo zorgt het water in de poriën van gesteente voor het naar boven werken van olie of gas. Endogene processen veroorzaken onder andere:

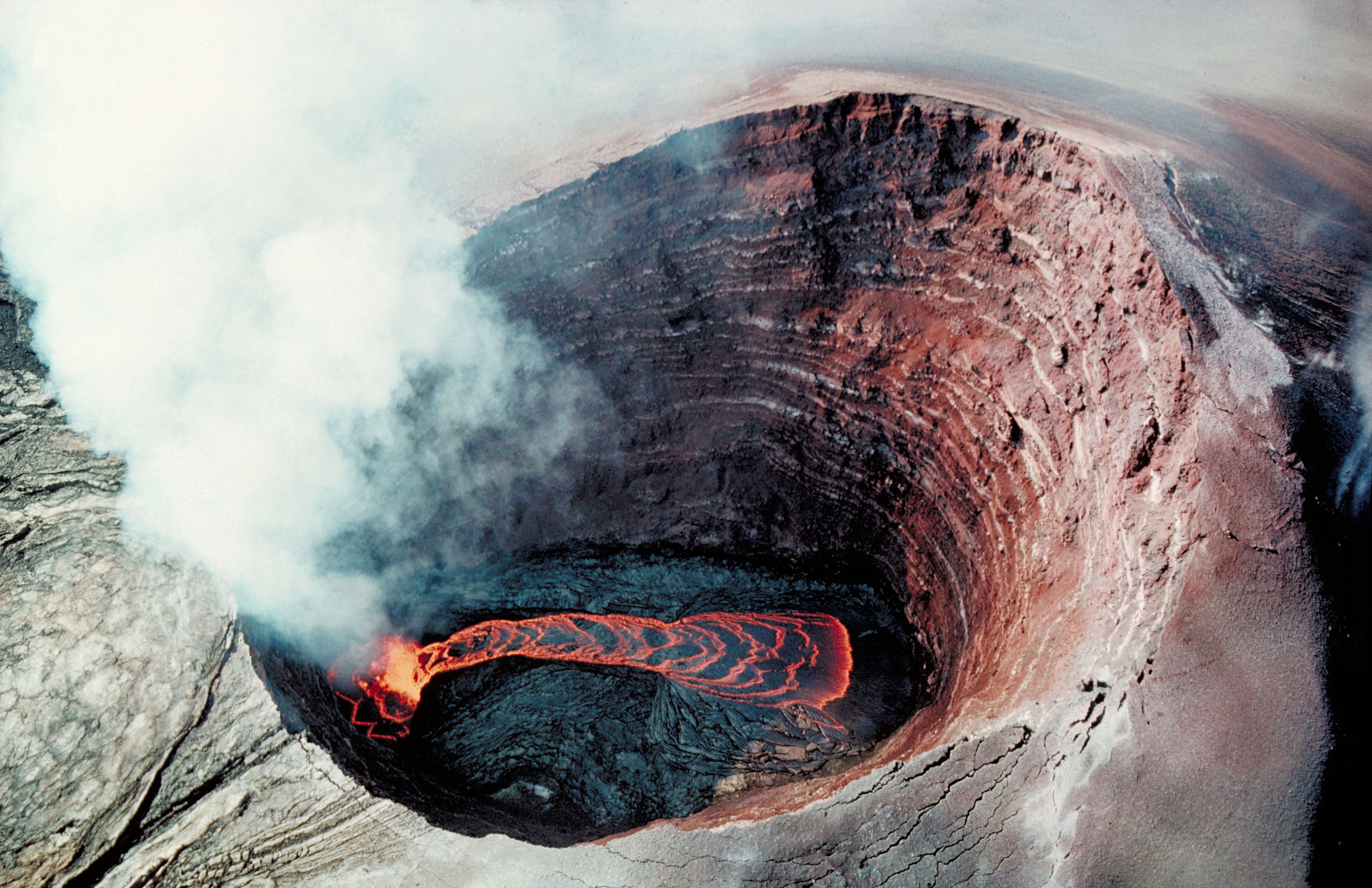
Bij een vulkaankrater komen endogene krachten aan het oppervlak tot uiting.

- vulkanisme

- aardbevingen (breuken)
- geisers
- gebergten

## Temperatuur
De normale temperatuurgradiënt, of geotherm, is ongeveer 3 graden Celsius per 100 meter. Dat betekent dat de temperatuur op 1 kilometer onder het aardoppervlak 30 graden hoger ligt. Deze geotherm zet zich door tot de Moho. Door deze temperatuurstijging die gesteente als het begraven raakt, ondergaat, ontstaan verschillende processen. Diagenese is het proces dat gesteente chemisch omzet in nieuw gesteente; bepaalde mineralen vervangen andere mineralen. Dieper in de korst vinden cata- en hypogenese plaats. Onder deze omstandigheden worden onder andere olie en gas (zogenaamde koolwaterstoffen) gevormd uit gesteenten rijk aan organisch materiaal. De diepte waarop dit gebeurt, worden respectievelijk het olie- en gasraam genoemd, naar het Engelse oil en gas window.
Temperatuur speelt ook een grote rol bij het ontstaan van smelten. Hierbij wordt de geotherm zodanig veranderd dat gesteente het smeltpunt bereikt. Doordat een deel van het gesteente opsmelt, raakt omringend gesteente ook verhit en smelt mee. Zo ontstaat een steeds groter worden geheel gesmolten gesteente, uiteindelijk wordt dit een magmakamer.
Verder zijn temperatuurverschillen tussen binnenste van de aarde en het oppervlak de drijvende kracht achter convectiestromen, die op hun beurt weer endogene krachten tot gevolg hebben. De hoge temperatuur in het binnenste van de aarde wordt met name veroorzaakt door radioactief verval van isotopen.

## Druk
Druk in de Aarde neemt net als de temperatuur onder normale omstandigheden toe met diepte. Dieper in de Aarde is de druk hoger doordat er meer gesteentelagen op drukken, in het Engels wordt dit de overburden genoemd. Door drukverschillen ontstaan stromingen van gesteente, mits zich dat in het plastische deformatiegebied bevindt. In gesteente dat in het brosse deformatiegebied bevindt, wordt de druk eerst opgebouwd tot een bepaalde grens, waarna er breuk plaatsvindt. Dit kennen wij aan het aardoppervlak als een aardbeving en de plaats waar dit gebeurt wordt het hypocentrum genoemd.

## Gevolgen
Endogene krachten zijn verantwoordelijk voor de vorming van gebergtes en oceanische troggen. Ze sturen de Aarde van binnenuit (door convectiestromen) waarna exogene processen dat aan het aardoppervlak beïnvloeden. Erosie en verwering zijn exogene processen die niet door de Aarde gestuurd worden.